# Soprannomi degli Stati federati degli Stati Uniti d'America

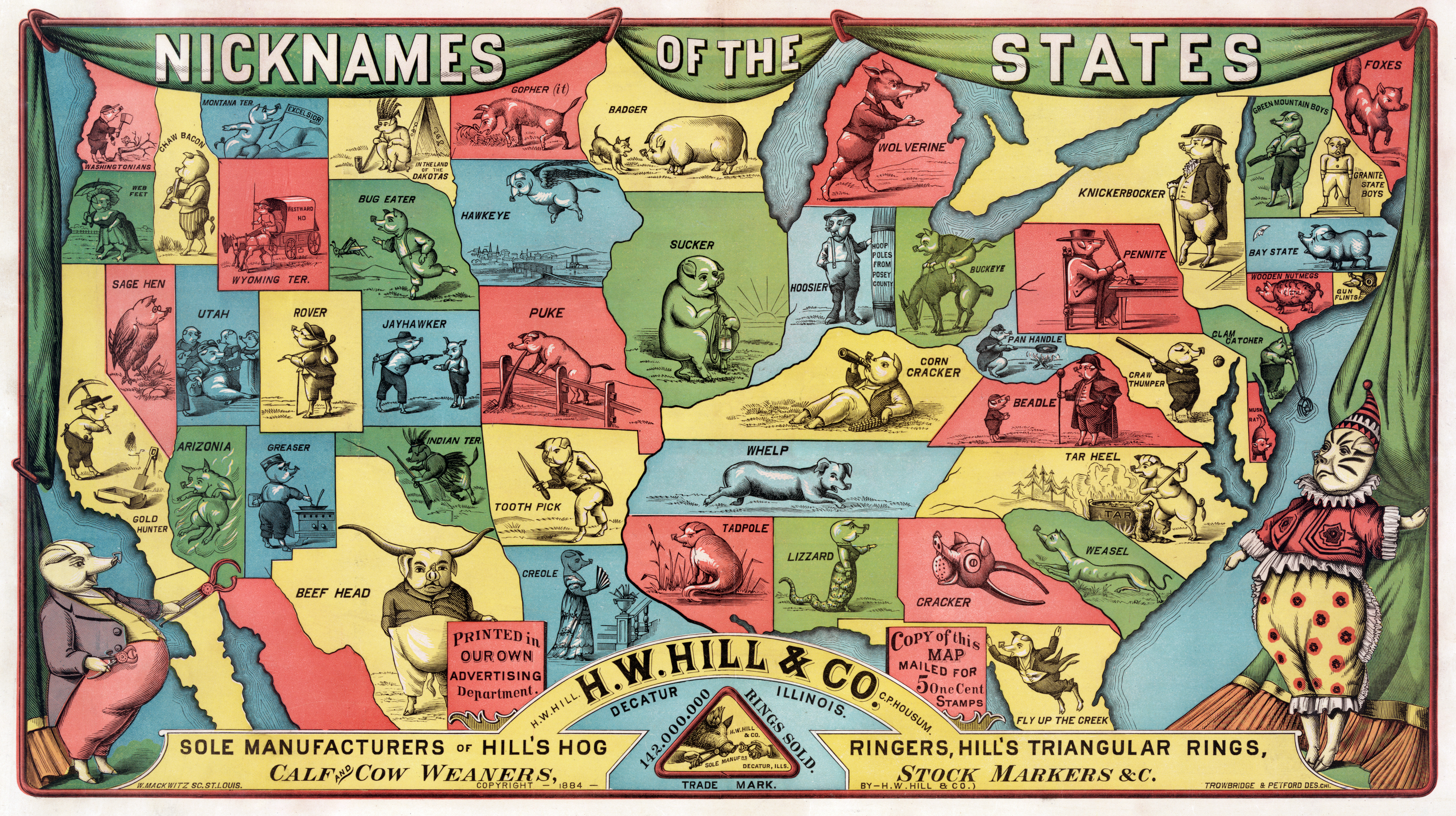
Mappa degli Stati Uniti che mostra i soprannomi degli stati con delle vignette illustrative. Litografia di Mackwitz, St. Louis, 1884.

Qui di seguito, in tabella, vengono riportati i soprannomi degli stati componenti gli Stati Uniti, inclusi quelli ufficialmente utilizzati o quelli assegnati dalla tradizione a stati o distretti degli Stati Uniti.

## Soprannomi degli stati
Gli attuali soprannomi degli stati sono evidenziati in grassetto. I soprannomi qui elencati non devono essere confusi con i motti ufficiali ovvero con gli slogan degli stati.
| Stato                                 | Soprannome/i |
| ------------------------------------- | --- |
| Alabama (Nessun soprannome ufficiale) | - Cotton Plantation State - Cotton State - Heart of Dixie (usato anche sulle targhe automobilistiche dello stato) - Lizard State - Yellowhammer State - Camellia State |
| Alaska                                | - Great Land (in precedenza usato sulle targhe automobilistiche) - Land of the Midnight Sun - Land of the Noonday Moon - The Last Frontier (attualmente usato sulle targhe automobilistiche) - Seward's Folly (con riferimento del Segretario di Stato William H. Seward, in carica ai tempi dell'acquisizione dell'Alaska) - Seward's Ice Box, Icebergia, Polaria, Walrussia, e Johnson's Polar Bear Garden (giardino degli orsi del presidente Johnson) furono ironici soprannomi coniati dai membri del Congresso durante il dibattito per l'acquisto dell'Alaska |
| Arizona                               | - Apache State - Aztec State - Baby State (l'Arizona è il più giovane stato degli U.S.A. continentali) - Copper State - Grand Canyon State (attualmente usato sulle targhe automobilistiche) - Italy of America - Sand Hill State - Sunset State - Sweetheart State (in relazione alla sua entrata nell'Unione il giorno di San Valentino) - Valentine State (l'Arizona divenne Stato il 14 febbraio 1912) |
| Arkansas                              | - Bear State - Bowie State - Hot Springs State - Land of Opportunity (precedente soprannome ufficiale, utilizzato anche sulle targhe automobilistiche) - The Natural State (attualmente usato sulle targhe automobilistiche) - Razorback State - Toothpick State - Wonder State - Diamond State |
| California                            | - El Dorado State - The Golden State (in precedenza usato sulle targhe automobilistiche) - The Land of Sunshine and Opportunity - Golden West - Grape State - Land of Milk and Honey - Land of Fruits and Nuts - Where Stars Are Buried - The Cereal Bowl of the Nation - The Eureka State - The Bear State (or Republic) - The Sunshine State (in disuso) (c.f. FL) |
| Colorado                              | - Buffalo Plains State (in disuso) - Centennial State (in precedenza usato sulle targhe automobilistiche) - Colorful Colorado (in precedenza usato sulle targhe automobilistiche) - Columbine State - Highest State - Lead State (in disuso) - Mother of Rivers - Rocky Mountain Empire - Rocky Mountain State (in disuso) - Silver State (in disuso; vedi Nevada) - Switzerland of America |
| Connecticut                           | - Constitution State - Nutmeg State - Charter Oak State - Blue Law State - Freestone State - Land of Steady Habits |
| Delaware                              | - Chemical Capital - Corporate Capital (a causa della legislazione d'impresa molto favorevole alle società) - Diamond State (allusione alla bandiera dello stato) - Blue Hen State or Blue Hen Chicken State - The First State (il Delaware fu il primo stato a ratificare la Costituzione degli Stati Uniti d'America; in uso sulle targhe automobilistiche dello stato) - Home of Tax Free Shopping - New Sweden - Peach State - Small Wonder - Uncle Sam's Pocket Handkerchief |
| Distretto di Columbia                 | - A Capital City (in precedenza usato sulle targhe automobilistiche) - The Federal City - The District |
| Florida                               | - Alligator State - Citrus State - Everglade State - Flower State - God's Waiting Room - Gulf State - Hurricane State - La Florida - Manatee State - Orange State - Peninsula State or Peninsular State - Sunshine State (attualmente in uso sulle targhe automobilistiche) - Tropical State |
| Georgia                               | - Peach State (in precedenza usato sulle targhe automobilistiche) - Cracker State - tale soprannome ha un'accezione poco positiva, derivante dal termine spregiativo di "cracker" con cui venivano chiamati i braccianti agricoli che provenivano dalla Georgia - Empire State of the South — con riferimento alla sua leadership economica fra gli stati del Sud - Yankee-land of the South: simile al soprannome precedente, "Yankee-land of the South" esalta lo sviluppo economico ed industriale nell'area del Sud degli U.S.A. Questo termine ha un'accezione negativa e si usa in senso spregiativo. - Goober State — Con riferimento alle noccioline, coltura ufficiale dello stato. |
| Hawaii                                | - Aloha State (usato sulle targhe automobilistiche) - Paradise - The Islands of Aloha - Paradise of the Pacific - Pineapple State - Rainbow State - Youngest State |
| Idaho                                 | - Gem State - Gem of the Mountains - Little Ida - Spud State - Potatonia |
| Illinois                              | - Land of Lincoln (usato sulle targhe automobilistiche) - Prairie State - Corn State - Inland Empire State - Garden of the West |
| Indiana                               | - Crossroads of America (in precedenza usato sulle targhe automobilistiche) - Hoosier State - Hospitality State - Sunshine State |
| Iowa                                  | - Hawkeye State - Land of the Rolling Prairie - Tall Corn State |
| Kansas                                | - America's Bread Basket - Sunflower State - Wheat State (in precedenza usato sulle targhe automobilistiche) - Home of Beautiful Women - Central State - Jayhawker State - Sunflower State |
| Kentucky                              | - Bluegrass State (usato sulle targhe automobilistiche) - Corn-cracker State - The Dark and Bloody Ground State (in riferimento alle battaglie tra le tribù indiane dei Creek, Shawnee, Chickasaw, e Cherokee) - Hemp State - Tobacco State |
| Louisiana                             | - Bayou State (in precedenza usato sulle targhe automobilistiche) - Child of the Mississippi - Creole State - Fisherman's Paradise - Holland of America - Pelican State - Sportsman's Paradise (attualmente usato sulle targhe automobilistiche) - Sugar State |
| Maine                                 | - Vacationland (usato sulle targhe automobilistiche) - Pine Tree State - Lumber State |
| Maryland                              | - America in Miniature - Chesapeake State - Cockade State - Crab State - Free State - Monumental State - Old Line State - Oyster State - Queen State - Terrapin State |
| Massachusetts                         | - Baked Bean State - Codfish State (in precedenza sulle targhe automobilistiche era riportato un merluzzo, in inglese codfish) - The Bay State - The Commonwealth - Old Colony State - Pilgrim State - The Spirit of America (attualmente usato sulle targhe automobilistiche) - The People's Republic of Massachusetts (colloquiale) - Taxachusetts (informale) |
| Michigan                              | - The Great Lakes State (in precedenza usato sulle targhe automobilistiche) - Mitten State - Winter Water Wonderland (in precedenza usato sulle targhe automobilistiche) - Wolverine State - The World's Motor Capital - America's High Five |
| Minnesota                             | - Butter Country - Gopher State - Land of 10,000 Lakes ("10,000 Lakes", usato sulle targhe automobilistiche) - Land of Lakes - Land of Sky-Blue Waters - New England of the West - North Star State - State of Hockey - Vikings State - Bread and Butter State |
| Mississippi                           | - Hospitality State (in precedenza usato sulle targhe automobilistiche) - Magnolia State - The South's Warmest Welcome - The Birthplace of America's Music (attualmente usato sulle targhe automobilistiche) - The Bayou State |
| Missouri                              | - Bullion State - Cave State - Gateway State - Bellwether State (bellwether è il termine inglese usato per quelle entità minori in grado di prevedere il comportamento di quelle maggiori; in riferimento al fatto che, dal 1904 al 2004, il comportamento elettorale dello Stato ha anticipato nel 96,2% dei casi quello dell'intera Unione) - Lead State - The Great Rivers State - Ozark State - Show-Me State (usato sulle targhe automobilistiche) |
| Montana                               | - Big Sky Country (attualmente usato sulle targhe automobilistiche) - The Last Best Place - Treasure State (in precedenza usato sulle targhe automobilistiche) |
| Nebraska                              | - Beef State (in precedenza usato sulle targhe automobilistiche) - Cornhusker State (in precedenza usato sulle targhe automobilistiche) - Tree Planter's State - Blackwater State |
| Nevada                                | - Battle Born State (in riferimento al fatto che il Nevada fu aggiunto all'Unione durante la Guerra Civile Americana) - Sagebrush State - Silver State (usato sulle targhe automobilistiche) |
| New Hampshire                         | - Granite State - Mother of Rivers - Live Free or Die (motto usato attualmente sulle targhe automobilistiche) - White Mountain State |
| New Jersey                            | - Garden State (attualmente usato sulle targhe automobilistiche) - The Crossroads of the Revolution (il soprannome, in precedenza usato sulle targhe automobilistiche, si riferisce al fatto che in New Jersey si sono svolte molti episodi decisivi della Guerra d'indipendenza americana) - The Tomato State |
| Nuovo Messico                         | - Cactus State - The Colorful State - Land of Enchantment (in uso sulle targhe automobilistiche) - Land of Sunshine (preceduto da "Land of Enchantment") - New Andalusia - The Outer Space State - The Tex-Mex State - The Spanish State |
| New York                              | - The Empire State (usato sulle targhe automobilistiche) - Excelsior State |
| Carolina del Nord                     | - Old North State - Tar Heel State - Turpentine State - Variety Vacationland - Rip Van Winkle State - Land of the Sky - First in Flight State (usato sulle targhe automobilistiche) |
| Dakota del Nord                       | - Flickertail State (dal nome di un animale della tribù dei Marmotini, tipico dello stato, chiamato appunto "flickertail") - Peace Garden State (con riferimento al parco - denominato International Peace Garden - creato da USA e Canada e posto a cavallo del confine; il soprannome è riportato anche sulle targhe automobilistiche) - Rough Rider State - Sioux State |
| Ohio                                  | - Buckeye State (con riferimento al fatto che la specie "Glabra" dell'Aesculus, i.e. ippopcastano, è l'albero dello stato) - Birthplace of Aviation (utilizzato anche sulle targhe automobilistiche) - Mother of Modern Presidents - The Heart of it All |
| Oklahoma                              | - Native America (usato sulle targhe automobilistiche) - Land of the Red Man - Sooner State (i sooners erano i coloni arrivati nei territori non assegnati dell'Oklahoma prima che il presidente Cleveland emanasse l'Indian Appriopriation Act nel 1889) |
| Oregon                                | - Beaver State - Union State - Pacific Wonderland (in precedenza usato sulle targhe automobilistiche) - Sunset State - Webfoot State |
| Pennsylvania                          | - Liberty Bell State - Independence State - Keystone State - Quaker State - Toll Booth State |
| Porto Rico                            | - Isla del Encanto ("Island of Enchantment") (in uso sulle targhe automobilistiche) - Borinquen (nome dato all'isola dalle popolazioni native, i Tainos) - The Shining Star of the Caribbean - Progress Island |
| Rhode Island                          | - Little Rhody - Ocean State (riportato sulle targhe automobilistiche) |
| Carolina del Sud                      | - Palmetto State - Sandlapper State - Iodine Products State (in disuso) (in precedenza usato sulle targhe automobilistiche) |
| Dakota del Sud                        | - Artesian State - Blizzard State - Coyote State - Land of Infinite Variety - Mount Rushmore State (adottato ufficialmente nel 1980 in luogo del precedente "Sunshine State") - Sunshine State |
| Tennessee                             | - Big Bend State (con riferimento al fiumeTennessee) - Butternut State (con riferimento al colore delle uniformi dei soldati del Tennessee soldiers nella Guerra Civile Americana) - Hog and Hominy State - The Mother of Southwestern Statesmen - Volunteer State (usato sulle targhe automobilistiche) |
| Texas                                 | - Friendship State - Lone Star State (in uso sulle targhe automobilistiche) - Chili State |
| Utah                                  | - Beehive State - Mormon State - Friendly State (in disuso) (in precedenza usato sulle targhe automobilistiche) - Greatest Snow on Earth (in precedenza usato sulle targhe automobilistiche; ora in alternativa allo slogan "Life Elevated") |
| Vermont                               | - Green Mountain State (usato sulle targhe automobilistiche) |
| Virginia                              | - Mother of Presidents - Mother of States - The Old Dominion - The Commonwealth |
| Washington                            | - The Evergreen State (in uso sulle targhe automobilistiche) - Apple State |
| Virginia Occidentale                  | - Mountain State (in precedenza usato sulle targhe automobilistiche) - Panhandle State |
| Wisconsin                             | - America's Dairyland (in uso sulle targhe automobilistiche) - Cheese State - Badger State |
| Wyoming                               | - Cowboy State - Equality State - Park State - Like No Place On Earth - Forever West (sui cartelli stradali di benvenuto) |

Per lo Stato di Jefferson, il soprannome "State of Mind" è in uso dagli anni '40.